# 幌馬車

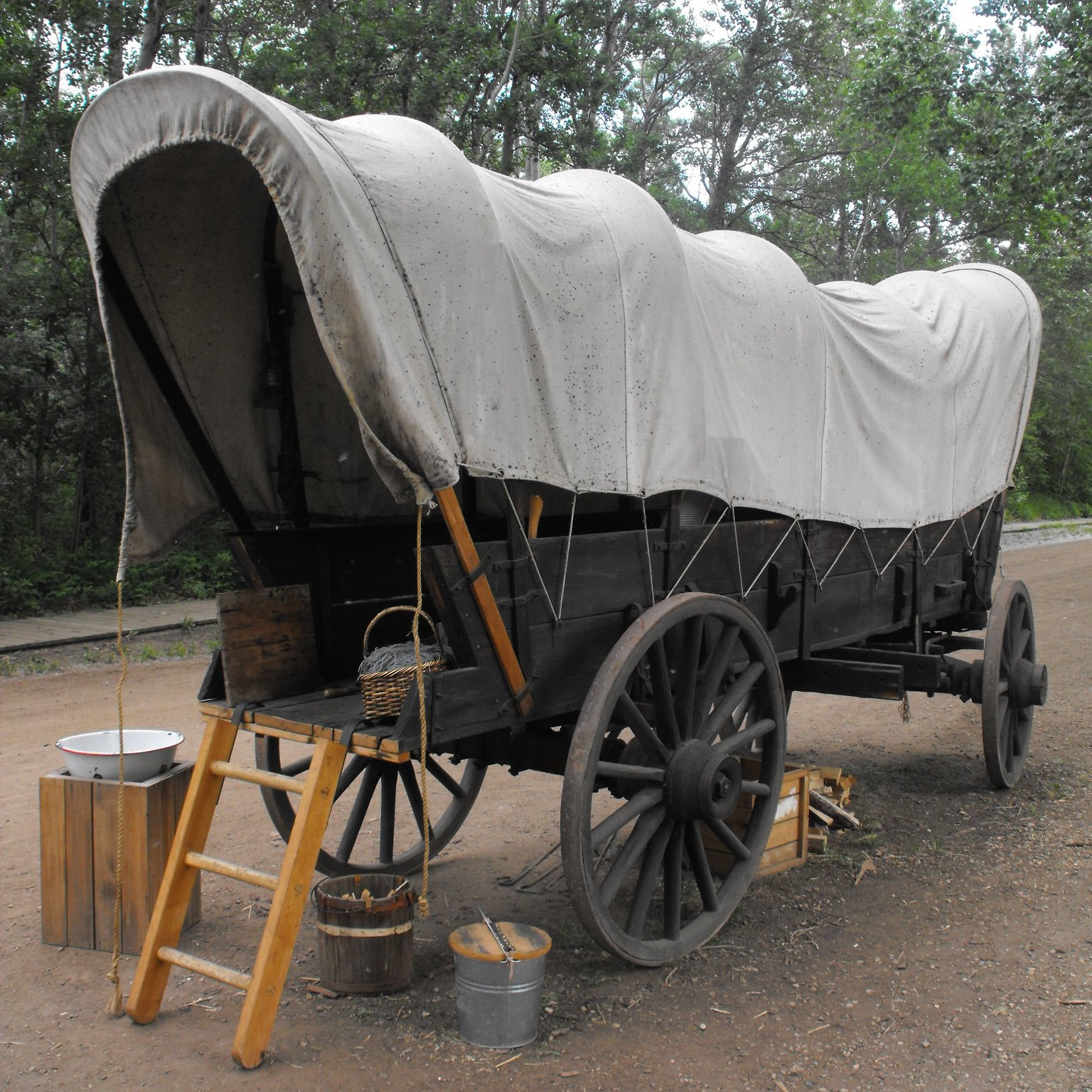
Narrow covered wagon used by 西部行きのカナダ人入植者が使用する狭い屋根付きワゴンc．1885年 c. 1885

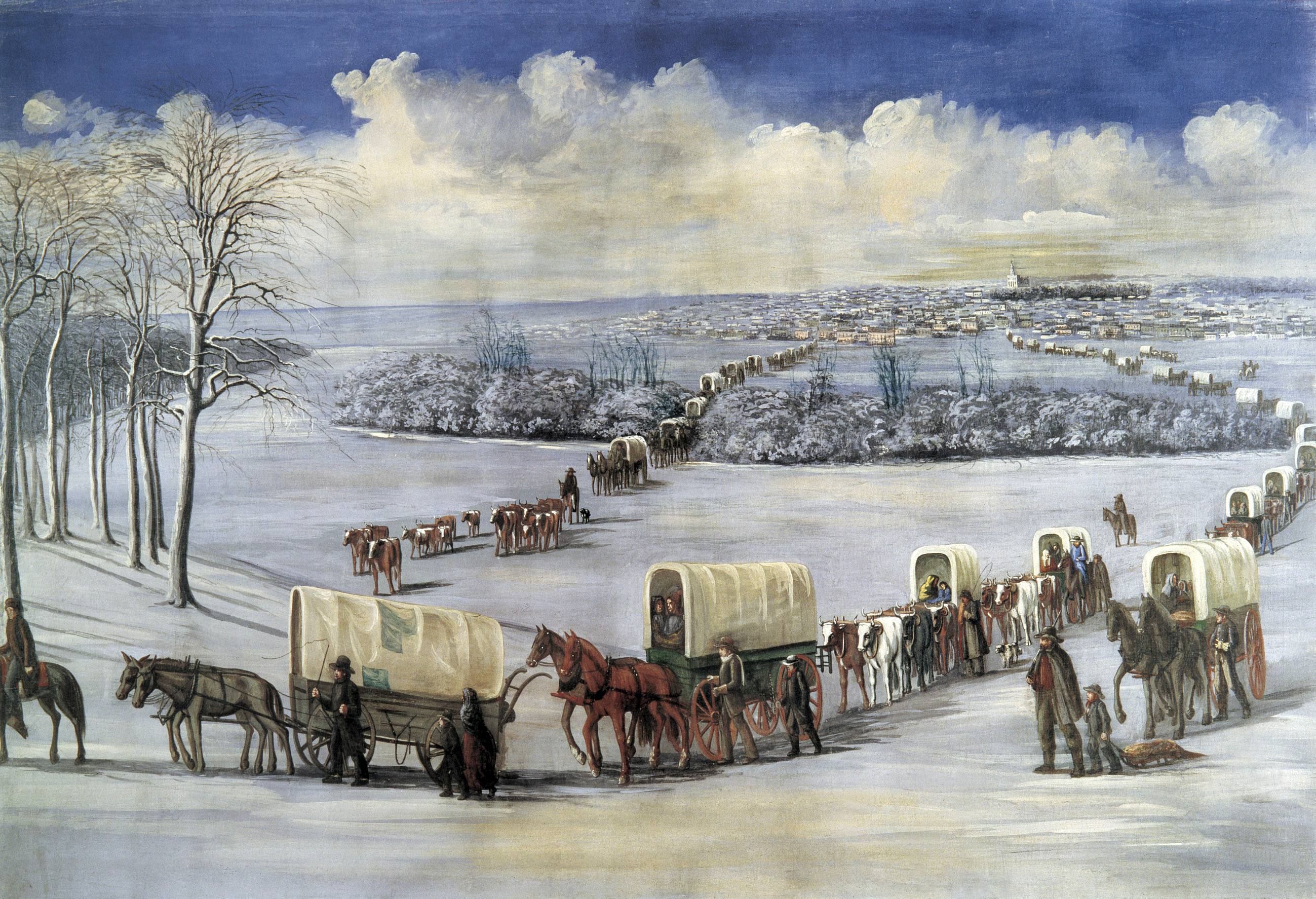
入植者の幌馬車隊を描いた絵

幌馬車(ほろばしゃ、covered wagon)、もしくは屋根付き馬車は、プレーリー・ワゴン(prairie wagon)、ホワイトトップ(whitetop)、またはプレーリー・スクーナー(prairie schooner)とも呼ばれ、輸送または運搬に使用される帆布の上部を備えた馬または牛が引く 貨車である。幌馬車はアメリカ西部（あるいは、西部開拓史）の文化的象徴となっている。

## アメリカの西部開拓
植民地東部の荒れた未開発の道路や小道用に開発された重いコネストーガ幌馬車にルーツを持ち、幌馬車はアメリカ人の移住とともに西に広がっていった。典型的な農場馬車は単に西方向への拡張のために屋根が覆われているだけで、グレート・ワゴン・ロード、モルモン・トレイル、サンタフェ・トレイル、オレゴン・トレイルなどの旅行ルートに沿って大いに頼りにされ、土地、金、そしてさらに西への新たな未来を求める入植者を運んだ。
アパラチア山脈とミシシッピ川の間の穏やかな地形と肥沃な土地は、一度突破されると急速に定住した。19 世紀半ば、何千人ものアメリカ人がさまざまな農場用ワゴンに乗って、中西部の開発地域からカリフォルニア、オレゴン、ユタ、コロラド、モンタナなどの西部の場所まで、グレートプレーンズを横断した。陸路の移民は通常、頑丈なワゴンに木製または金属製の弓をいくつか取り付け、荷台の上に高くアーチ状に取り付けた。その上に帆布などの丈夫な布を張り、特徴的な幌馬車のシルエットを作り出した。
西に移住する「陸地住民」にとって、手押し車、駅馬車、鉄道よりも屋根付き貨車の方が一般的な交通手段だった。幌馬車を牽引する最も一般的な役動物は牛だったが、ラバや馬も使用された。移民向けに書かれたガイドブックの著者らは、牛の方が信頼性が高く、安価で、他の選択肢とほぼ同じくらい速いと指摘した。

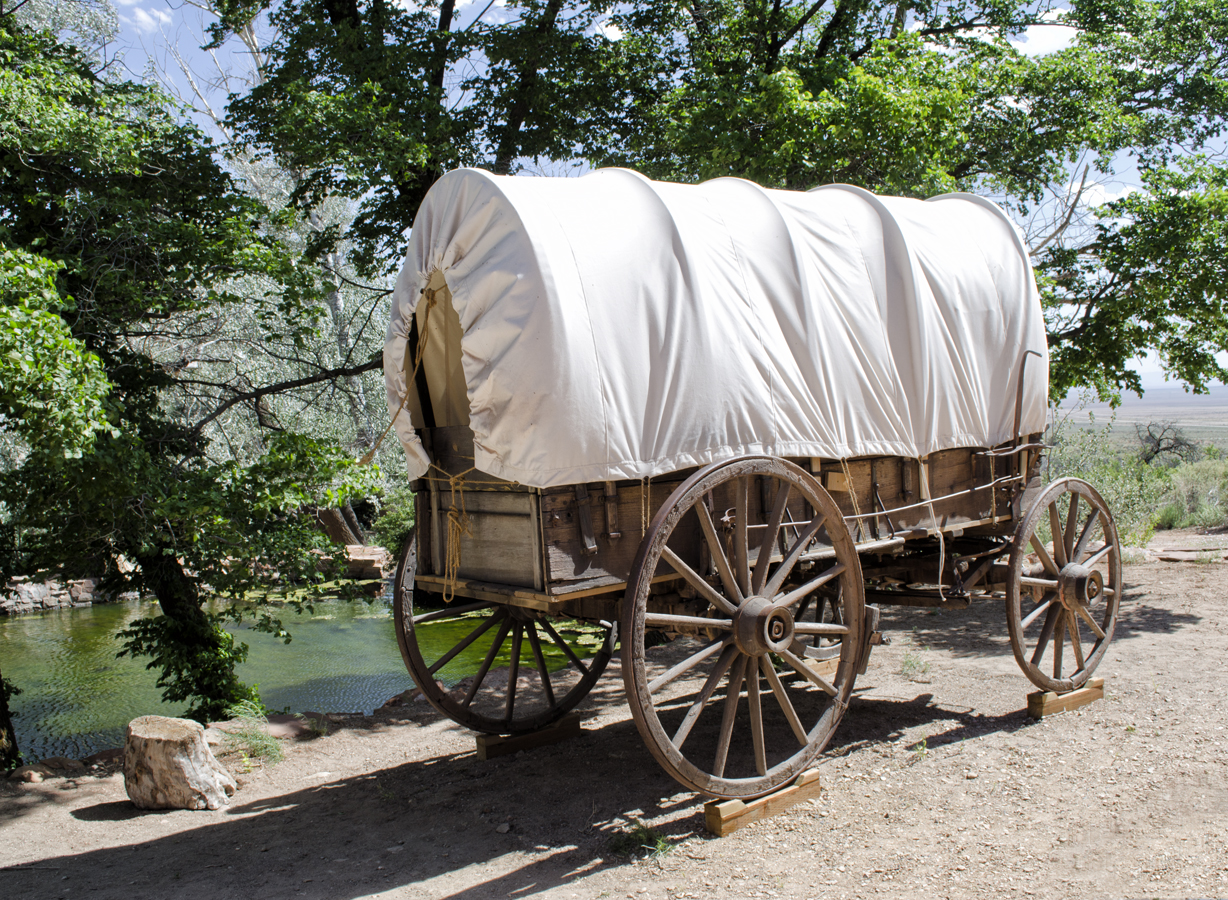
パイプスプリング国定公園の屋根付きワゴン
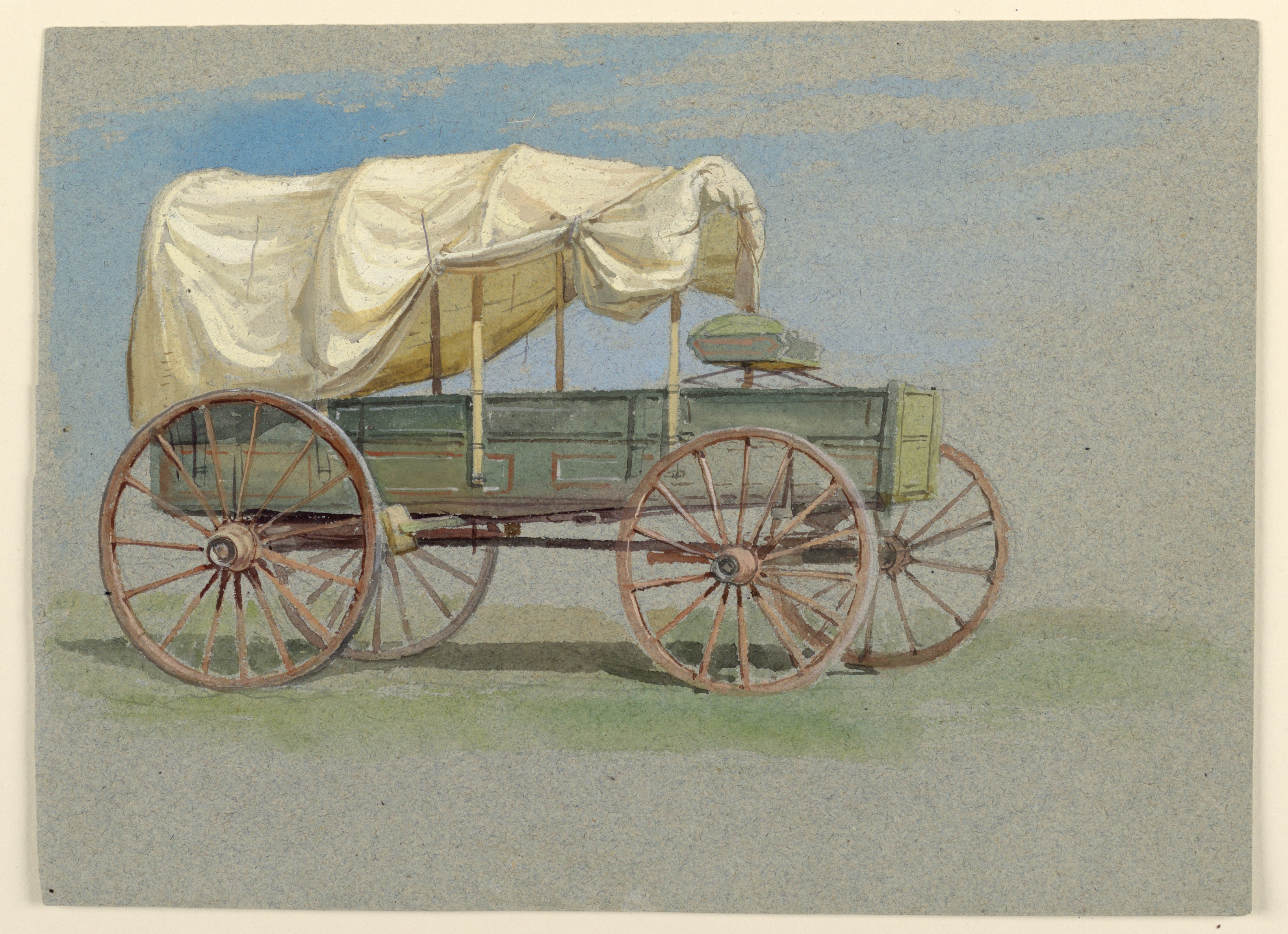
有蓋ワゴンc. 1870年代Covered wagon c. 1870s
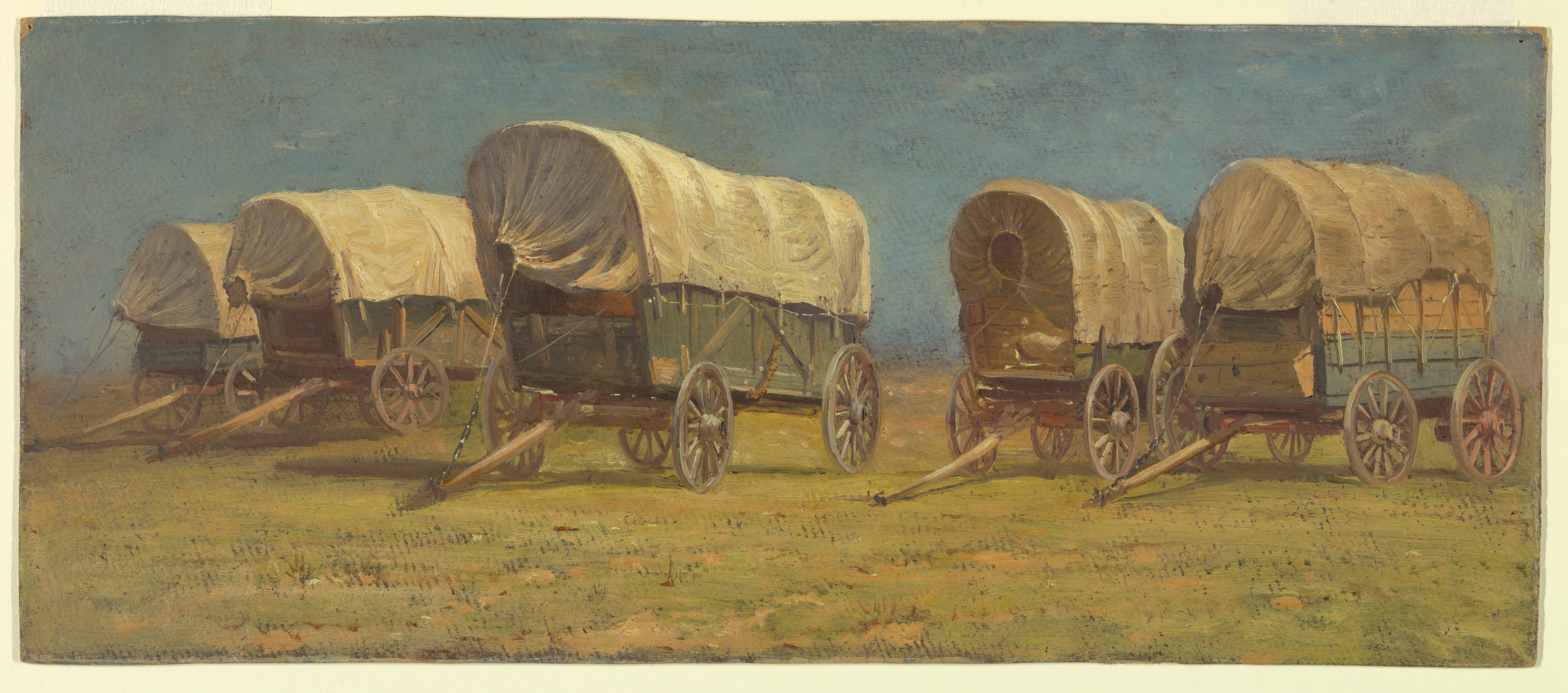
有蓋ワゴンｃ．1871年代
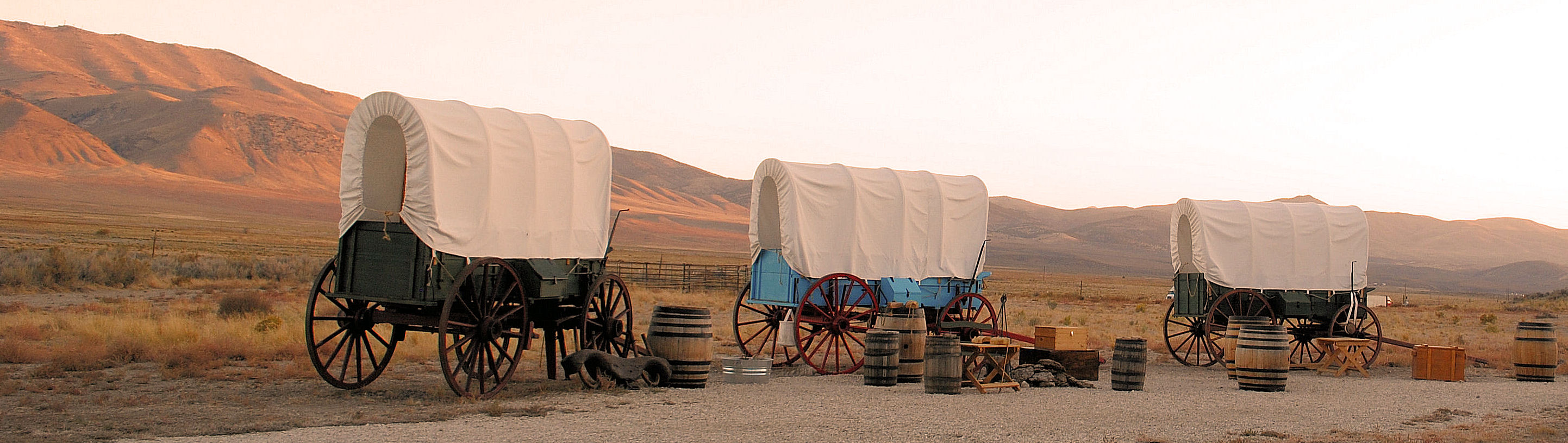
ネバダ州エルコのカリフォルニア通訳センターの屋根付きワゴン